# گلوبال اینفروستراکچر پارتنرز
گلوبال اینفروستراکچر پارتنرز (انگلیسی: Global Infrastructure Partners) شرکت سرمایه‌گذاری آمریکایی است، که در سال ۲۰۰۶ توسط ادبایو اوگونلسی تأسیس شد.